# Этнографический музей (Будапешт)
Этнографический музей в Будапеште (венг. Néprajzi Múzeum) считается одним из крупнейших музеев этнографии в Европе.

## Экспозиция и история
Музейная коллекция включает в себя почти 200 тысяч экспонатов, среди которых художественные работы, фотографии, одежда, аксессуары, драгоценности разных эпох. Музей посвящён культуре не только венгерского народа, но и других европейских и неевропейских народов от первобытного общества до цивилизованного. Экспозиции музея охватывают тематику охоты, пчеловодства, рыболовства, животноводства и пастушеского труда, земледелия, ремесла, питанию и кухонной утвари, народной одежды и тканей, жилища, обычаев, религии, игр, музыкальных инструментов. Постоянные выставки музея называются «Традиционная культура венгерского народа от первобытных общин до цивилизации», «Народное искусство Венгрии» и «Культура и быт народов Африки, Индонезии, Азии».
С 1973 по 2017 год музей размещался в здании бывшего Дворца правосудия на площади Лайоша Кошута напротив здания венгерского парламента. Проект в стиле эпохи грюндерства был подготовлен архитектором Алайошем Хаусманом на конкурс проектов здания венгерского парламента, но проиграл проекту Имре Штейндля и в конечном итоге воплощён в жизнь как Дворец правосудия в 1896 году.
С 4 декабря 2017 года по 2020 год музей закрыт для посетителей в связи с намечающимся переездом в новое здание.